# Indonézia a 2008. évi nyári olimpiai játékokon
Indonézia a kínai Pekingben megrendezett 2008. évi nyári olimpiai játékok egyik részt vevő nemzete volt. Az országot az olimpián 7 sportágban 24 sportoló képviselte, akik összesen 5 érmet szereztek.

## Érmesek
| Érem  | Versenyző                    | Sportág     | Versenyszám  |
| ----- | ---------------------------- | ----------- | ------------ |
| Arany | Markis Kido Hendra Setiawan  | Tollaslabda | Férfi páros  |
| Ezüst | Lilyana Natsir Nova Widianto | Tollaslabda | Vegyes páros |
| Bronz | Eko Yuli Irawan              | Súlyemelés  | Férfi 56 kg  |
| Bronz | Taufik Triyatno              | Súlyemelés  | Férfi 62 kg  |
| Bronz | Maria Yulianti               | Tollaslabda | Női egyes    |

## Atlétika
Férfi

| Versenyző    | Versenyszám | Előfutam | Előfutam | Előfutam | Negyeddöntő | Negyeddöntő | Negyeddöntő | Elődöntő | Elődöntő | Elődöntő | Döntő   | Döntő    |
| Versenyző    | Versenyszám | Idő      | Hely.    | Össz.    | Idő         | Hely.       | Össz.       | Idő      | Hely.    | Össz.    | Idő     | Helyezés |
| ------------ | ----------- | -------- | -------- | -------- | ----------- | ----------- | ----------- | -------- | -------- | -------- | ------- | -------- |
| Suryo Wibowo | 100 m       | 10,46    | 6.       | 41.*     | kiesett     | kiesett     | kiesett     | kiesett  | kiesett  | kiesett  | kiesett | kiesett  |

* - négy másik versenyzővel azonos időt ért el
Női

| Versenyző     | Versenyszám | Előfutam | Előfutam | Előfutam | Elődöntő | Elődöntő | Elődöntő | Döntő   | Döntő    |
| Versenyző     | Versenyszám | Idő      | Hely.    | Össz.    | Idő      | Hely.    | Össz.    | Idő     | Helyezés |
| ------------- | ----------- | -------- | -------- | -------- | -------- | -------- | -------- | ------- | -------- |
| Dedeh Erawati | 100 m gát   | 13,49    | 7.       | 34.      | kiesett  | kiesett  | kiesett  | kiesett | kiesett  |

## Íjászat
Női

| Versenyző             | Versenyszám | Selejtező | Selejtező | 64-es főtábla                                         | 32-es főtábla     | Nyolcaddöntő      | Negyeddöntő       | Elődöntő          | Döntő             | Helyezés |
| Versenyző             | Versenyszám | Pont      | Kiemelt   | Ellenfél Eredmény                                     | Ellenfél Eredmény | Ellenfél Eredmény | Ellenfél Eredmény | Ellenfél Eredmény | Ellenfél Eredmény | Helyezés |
| --------------------- | ----------- | --------- | --------- | ----------------------------------------------------- | ----------------- | ----------------- | ----------------- | ----------------- | ----------------- | -------- |
| Rina Dewi Puspitasari | Egyéni      | 620       | 42.       | Miroszlava Dagbajeva (RUS) (23.) · 106 (+9)-106 (+10) | kiesett           | kiesett           | kiesett           | kiesett           | kiesett           | 37.*     |
| Ika Rochmawati        | Egyéni      | 621       | 41.       | Jennifer Nichols (USA) (24.) · 101-114                | kiesett           | kiesett           | kiesett           | kiesett           | kiesett           | 48.**    |

* - két másik versenyzővel azonos eredményt ért el

** - öt másik versenyzővel azonos eredményt ért el

## Sportlövészet
Női

| Versenyző          | Versenyszám | Selejtező | Selejtező | Döntő   | Döntő    |
| Versenyző          | Versenyszám | Pont      | Helyezés  | Pont    | Helyezés |
| ------------------ | ----------- | --------- | --------- | ------- | -------- |
| Yosheefin Prasasti | Légpuska    | 393       | 24.       | kiesett | kiesett  |

## Súlyemelés
Férfi

| Versenyző       | Versenyszám | Szakítás | Szakítás | Lökés    | Lökés    | Összesen | Helyezés |
| Versenyző       | Versenyszám | Eredmény | Helyezés | Eredmény | Helyezés | Összesen | Helyezés |
| --------------- | ----------- | -------- | -------- | -------- | -------- | -------- | -------- |
| Eko Yuli Irawan | 56 kg       | 130,0    | 2.*      | 158,0    | 3.       | 288,0    |          |
| Taufik Triyatno | 62 kg       | 135,0    | 5.       | 163,0    | 4.       | 298,0    |          |
| Edi Kurniawan   | 69 kg       | 135,0    | 15.**    | 172,0    | 11.*     | 307,0    | 12.      |
| Sandow Nasution | 77 kg       | 153,0    | 13.      | 194,0    | 11.      | 347,0    | 11.      |

Női

| Versenyző           | Versenyszám | Szakítás | Szakítás | Lökés    | Lökés    | Összesen | Helyezés |
| Versenyző           | Versenyszám | Eredmény | Helyezés | Eredmény | Helyezés | Összesen | Helyezés |
| ------------------- | ----------- | -------- | -------- | -------- | -------- | -------- | -------- |
| Raema Lisa Rumbewas | 53 kg       | 91,0     | 5.       | 115,0    | 4.       | 206,0    | 4.       |

* - egy másik versenyzővel azonos eredményt ért el

** - három másik versenyzővel azonos eredményt ért el

## Tollaslabda
| Versenyző                      | Versenyszám  | Selejtező                                  | 32-es főtábla                         | Nyolcaddöntő                                                      | Negyeddöntő                                                               | Elődöntő                                                      | Bronz- mérkőzés                                         | Döntő                                                    | Helyezés |
| Versenyző                      | Versenyszám  | Ellenfél Eredmény                          | Ellenfél Eredmény                     | Ellenfél Eredmény                                                 | Ellenfél Eredmény                                                         | Ellenfél Eredmény                                             | Ellenfél Eredmény                                       | Ellenfél Eredmény                                        | Helyezés |
| ------------------------------ | ------------ | ------------------------------------------ | ------------------------------------- | ----------------------------------------------------------------- | ------------------------------------------------------------------------- | ------------------------------------------------------------- | ------------------------------------------------------- | -------------------------------------------------------- | -------- |
| Taufik Hidayat                 | Férfi egyes  |                                            | Wong Choong Hann (MAS) · 19-21, 16-21 | kiesett                                                           | kiesett                                                                   | kiesett                                                       | kiesett                                                 | kiesett                                                  | 17.      |
| Sony Dwi Kuncoro               | Férfi egyes  |                                            | Boonsak Ponsana (THA) · 21-16, 21-14  | Ville Lång (FIN) · 21-13, 21-18                                   | Lee Chong Wei (MAS) · 9-21, 11-21                                         | kiesett                                                       | kiesett                                                 | kiesett                                                  | 5.       |
| Markis Kido Hendra Setiawan    | Férfi páros  |                                            |                                       | Kína (CHN) · Kuo Csen-tung · Hszie Csung-po · 22-20, 10-21, 21-17 | Malajzia (MAS) · Koo Kien Keat · Tan Boon Heong · 21-16, 21-18            | Dánia (DEN) · Lars Paaske · Jonas Rasmussen · 21-19, 21-17    |                                                         | Kína (CHN) · Caj Jün · Fu Haj-feng · 12-21, 21-11, 21-16 |          |
| Alvent Chandra Luluk Hadiyanto | Férfi páros  |                                            |                                       | Japán (JPN) · Maszuda Keita · Ócuka Tadasi · 21-19, 14-21, 14-21  | kiesett                                                                   | kiesett                                                       | kiesett                                                 | kiesett                                                  | 9.       |
| Maria Yulianti                 | Női egyes    | Juliane Schenk (GER) · 18-21, 21-13, 22-20 | Yoana Martínez (ESP) · 21-9, 21-14    | Tine Rasmussen (DEN) · 18-21, 21-19, 21-14                        | Sájna Nehavál (IND) · 26-28, 21-14, 21-15                                 | Csang Ning (CHN) · 15-21, 15-21                               | Lu Lan (CHN) · 11-21, 21-13, 21-15                      |                                                          |          |
| Lilyana Natsir Vita Marissa    | Női páros    |                                            |                                       | Kína (CHN) · Jang Vej · Csang Csie-ven · 19-21, 15-21             | kiesett                                                                   | kiesett                                                       | kiesett                                                 | kiesett                                                  | 9.       |
| Lilyana Natsir Nova Widianto   | Vegyes páros |                                            |                                       | Dél-Korea (KOR) · Han Szanghun · Hvang Jumi · 23-21, 21-19        | Thaiföld (THA) · Sudket Prapakamol · Saralee Thungthongkam · 21-13, 21-19 | Kína (CHN) · Ho Han-pin · Jü Jang · 15-21, 21-11, 23-21       |                                                         | Dél-Korea (KOR) · I Hjodzsong · I Jongde · 11-21, 17-21  |          |
| Flandy Limpele Vita Marissa    | Vegyes páros |                                            |                                       | Németország (GER) · Kristof Hopp · Birgit Overzier · 21-12, 21-12 | Dánia (DEN) · Kamilla Rytter Juhl · Thomas Laybourn · 21-17, 15-21, 21-17 | Dél-Korea (KOR) · I Hjodzsong · I Jongde · 9-21, 21-12, 17-21 | Kína (CHN) · Ho Han-pin · Jü Jang · 21-19, 17-21, 21-23 |                                                          | 4.       |

## Úszás
Férfi

| Versenyző   | Versenyszám    | Előfutam | Előfutam | Előfutam | Elődöntő | Elődöntő | Elődöntő | Döntő   | Döntő    |
| Versenyző   | Versenyszám    | Idő      | Hely.    | Össz.    | Idő      | Hely.    | Össz.    | Idő     | Helyezés |
| ----------- | -------------- | -------- | -------- | -------- | -------- | -------- | -------- | ------- | -------- |
| Donny Utomo | 200 m pillangó | 2:03,44  | 8.       | 44.      | kiesett  | kiesett  | kiesett  | kiesett | kiesett  |

Női

| Versenyző       | Versenyszám  | Előfutam | Előfutam | Előfutam | Elődöntő | Elődöntő | Elődöntő | Döntő   | Döntő    |
| Versenyző       | Versenyszám  | Idő      | Hely.    | Össz.    | Idő      | Hely.    | Össz.    | Idő     | Helyezés |
| --------------- | ------------ | -------- | -------- | -------- | -------- | -------- | -------- | ------- | -------- |
| Fibriani Marita | 200 m vegyes | 2:28,18  | 6.       | 38.      | kiesett  | kiesett  | kiesett  | kiesett | kiesett  |

## Vitorlázás
Férfi

| Versenyző     | Versenyszám     | Futam | Futam | Futam | Futam | Futam | Futam | Futam | Futam | Futam | Futam | Futam | Pontszám | Helyezés |
| Versenyző     | Versenyszám     | 1     | 2     | 3     | 4     | 5     | 6     | 7     | 8     | 9     | 10    | É     | Pontszám | Helyezés |
| ------------- | --------------- | ----- | ----- | ----- | ----- | ----- | ----- | ----- | ----- | ----- | ----- | ----- | -------- | -------- |
| Oka Sulaksana | Szörfvitorlázás | 24    | 24    | 23    | 27    | 22    | 31    | 28    | 30    | 36    | 16    | -     | 225      | 27.      |

É - éremfutam